# Клайд Томбо
Клайд Уѝлям То̀мбо (на английски: Clyde William Tombaugh) е американски астроном, известен най-вече с откриването на Плутон през 1930 г. Томбо е известен също така с откриването на много астероиди, както и с изследване на съобщенията за неидентифицирани летящи обекти.

## Биография
Томбо е роден на 4 февруари 1906 г. в Стрийтър, Илиной. Построява първия си телескоп, след като семейството му се премества да живее в Бърдет, Канзас. Провежда активни астрономически наблюдения с този телескоп, като изпраща свои рисунки на Марс и Юпитер на обсерваторията „Лоуел“, което му донася и предложение за работа. Томбо е на щат в Лоуелската обсерватория от 1929 до 1945 г.
След откриването на Плутон, Томбо получава степени по астрономия от Канзаския университет и Университета на Северна Аризона. Работи в Уайт Сандс през 50-те и преподава астрономия в Щатския университет на Ню Мексико от 1955 г. до пенсионирането си през 1973 г. Умира на 17 януари 1997 г. в Лас Крусес, Ню Мексико. Тленните му останки са кремирани.
Астероидът 1604 Tombaugh, открит през 1931 г., е наречен на негово име. Той самият е открил 14 астероида, започвайки от 2839 Annette през 1929 г., като повечето са открити покрай търсенето на Плутон. Томбо нарича някои от тях на съпругата, децата и внуците си.
Около 1 унция от праха му е на борда на мисията New Horizons, която прелита край Плутон през 2014 г. На кораба има паметна плоча с посвещение на Клайд Томбо. (на английски: „Interned herein are remains of American Clyde W. Tombaugh, discoverer of Pluto and the solar system's 'third zone'. Adelle and Muron's boy, Patricia's husband, Annette and Alden's father, astronomer, teacher, punster, and friend: Clyde W. Tombaugh (1906–1997).“)

## Научна дейност

### Откриването на Плутон
Докато работи като млад астроном в Лоуелската обсерватория, Томбо получава задачата да започне търсене за транснептунов обект, тъй като Пърсивал Лоуел (Percival Lowell) и Уилям Пикеринг предричат съществуването на планета след Нептун.
Томбо използва 13-инчовия си астрограф, с който заснема дадена област от небето през интервал от няколко нощи. След това сравнява двете изображения с блинк-компаратор. Този уред сменя бързо двете изображения едно след друго, така че близки, подвижни обекти като планети и астероиди променят положението си от едното на другото изображение, на фона на неподвижните, далечни звезди. След дълго търсене, Томбо открива една подвижна точица, която по-късно ще бъде наречена Плутон, на 18 февруари 1930 г., четвъртък, използвайки изображения, получени през януари същата година.
Името Плутон е предложено от Венеция Феър, тогава 11-годишна ученичка от Англия (починала на 30 април 2009 г.), която доживява да види промяната на дефиницията на планета, прекласифицираща Плутон като планета джудже. Изборът на това име се дължи отчасти на това, че както другите планети, и тази е била наречена на римско божество – Плутон, който имал способността да става невидим, но и отчасти на това, че първите две букви от името – PL са инициалите на Първисал Лоуел. Името Плутон е официално прието на 1 май 1930 г.
След откриването на множество обекти от Пояса на Кайпер от 1990 г. насам, на Плутон започва да се гледа не като на самотна планета, обикаляща на 40 AU, но като на най-голямото от множество ледени тела от тази област на Слънчевата система. След като е доказано, че съществува поне едно тяло, по-голямо от Плутон в тази група, Международният астрономически съюз през 2006 г. приема нова дефиниция за планета, която прекласифицира Плутон като планета джудже.
Вдовицата на Томбо Патриция заявява, че решението сигурно би било разочароващо за Томбо, тъй като той цял живот се е борил за запазване на статута на Плутон като планета, но би приел решението. Тя отбелязва, че „Клайд беше учен. Той би разбрал, че има реален проблем, щом започват да се намират и други такива тела, летящи на това място“.

### По-нататъшно търсене
Томбо продължава търсенето няколко години след откриването на Плутон, но установява, че никакви други обекти с подобен блясък не се намират на това място. Първият транснептунов обект след Плутон ((15760) 1992 QB1) е открит през 1992 г.
През 2005 г. е открит сравнително яркият обект Макемаке. Орбитата му е с голям наклон към еклиптиката, но по време на откриването на Плутон е бил само на няколко градуса, виждал се е по посока на съзвездието Бик и е бил от 16m.

### Открити астероиди
Томбо открива общо 14 астероида, както и кометата C/1931 AN, чиято орбита е неизвестна.
| Обозначение     | Открит на         |
| --------------- | ----------------- |
| 2839 Annette    | 5 октомври 1929   |
| 2941 Alden      | 24 декември 1930  |
| 3310 Patsy      | 9 октомври 1931   |
| 3583 Burdett    | 5 октомври 1929   |
| 3754 Kathleen   | 16 март 1931      |
| 3775 Ellenbeth  | 6 октомври 1931   |
| 3824 Brendalee  | 5 октомври 1929   |
| 4510 Shawna     | 13 декември 1930  |
| 4755 Nicky      | 6 октомври 1931   |
| 5701 Baltuck    | 3 ноември 1929    |
| (6618) 1936 SO  | 16 септември 1936 |
| (7101) 1930 UX  | 17 октомври 1930  |
| (7150) 1929 TD1 | 11 октомври 1929  |
| (8778) 1931 TD3 | 10 октомври 1931  |

## Признание
- В научнофантастичната новела от 1958 на Робърт Хайнлайн, на Томбо е наречена база на Луната.
- Една от песните от албума The Avalanche на Суфян Стивънс се нарича „For Clyde Tombaugh“.
- В Стар Трек, един от корабите на Федерацията се нарича Томбо.
- В късия разказ на Стивън Бакстър от 1995 „Gossamer“, плато на Плутон е наречено на Томбо.